# 蓍亀
蓍亀（しき）とは、ノコギリソウと亀甲を指し、昔は占いに用いていた。
- 『易』「繋辞」上：“探賾索隱，鉤深致遠，以定天下之吉凶，成天下之亹亹者，莫大乎蓍龜。”[原文 1]

「賾（おぎ）ろを探りて隱るるを索（もと）め、深きを鉤して遠きに致し，以て天下の吉凶を定め，天下の亹亹（びび）たるを成す者は，蓍龜よりも大なるは莫し。」
「錯雑した変化を探って隠れた通（みち）を探り出し、深い理を引き出して遠いことにも適用させて、天下のすべてのものごとの吉・凶を定め、天下の大いに勉励すべき業務を成し遂げさせるものは、蓍・亀による占（うらない）ほど偉大なものはないのである」
- 『史記』「亀策列伝」：“王者決定諸疑，參以卜筮，斷以蓍龜。”[原文 2]

「王者の諸〻（もろもろ）の疑を決定するに、參ずるに卜筮（ぼくぜい）を以てし、断ずるに蓍龜を以てす。」
「王者がもろもろの疑いを決定する場合には、卜筮を参考にし、蓍亀（しき）を以て断定した」

### 原注
1. ↑  卜筮と同じ。蓍はめとぎぐさ──策